# The Chief Cook
The Chief Cook è un film del 1917 diretto da Arvid E. Gillstrom con Oliver Hardy.